# NGC 4474
NGC 4474 este o galaxie lenticulară situată în constelația Părul Berenicei. A fost descoperită în 8 aprilie 1784 de către William Herschel. Se află la o distanță de 14,06 megaparseci de Pământ.